# Agapanthia cynarae
Agapanthia cynarae — один з видів жуків-вусачів роду аґапантія.

## Опис
Довжина тіла самців 1,2-1,7 см, самиць — 1,4-1,8 см. Антени чорні або брунатні, довгі, досягають 7-8-го сегмента черевця у самців чи 8-9-го в самиць. На першому членику антен наявні густі й довгі чорні волоски, на третьому також, густіші з внутрішнього боку; на четвертому членику волосків небагато, а на п'ятому — лише окремі Груди чорні, з поздовжніми смугами з жовтих волосків. Ноги чорні.

## Спосіб життя
Личинки розвиваються в стеблах рослин родини айстрових, зокрема в татарнику, будяку дрібноголовому, осоті, а також у тоях та акантах, зокрема в аканті колючому.

## Ареал та підвиди
Поширений у Південно-Східній Європі. Ареал простягається від східної Італії, Мальти, через Балкани до Туреччини, України та Криту. На Криті трапляється окремий підвид A. cynarae michaeli Sláma, 1986. Також у Східному Сибіру описаний окремий підвид A. cinarae selengensisDanilevsky, 2021.